# Młodzieżowe Mistrzostwa Polski Par Klubowych na Żużlu 1996
Młodzieżowe Mistrzostwa Polski Par Klubowych na Żużlu 1996 – zawody żużlowe, mające na celu wyłonienie medalistów młodzieżowych mistrzostw Polski par klubowych w sezonie 1996. Rozegrano trzy turnieje eliminacyjne oraz finał, w którym zwyciężyli żużlowcy Unii Leszno.

## Finał
- Leszno, 20 czerwca 1996
- Sędzia: Wojciech Grodzki

| Miejsce | Kluby                       | Suma | Zawodnicy                                         | Punkty                                            |
| ------- | --------------------------- | ---- | ------------------------------------------------- | ------------------------------------------------- |
| złoto   | Unia Leszno                 | 29   | Damian Baliński Robert Mikołajczak Adam Skórnicki | 11 (3,2,2,2,–,2) 12 (2,3,3,3,1,–) 6 (–,–,–,–,3,3) |
| srebro  | Polonia Philips Piła        | 22   | Rafał Dobrucki Waldemar Walczak Rafał Kowalski    | 13 (3,2,3,d,3,2) 9 (2,1,1,1,1,3) ns               |
| brąz    | Włókniarz Malma Częstochowa | 21   | Rafał Osumek Sebastian Ułamek Artur Pietrzyk      | 7 (3,0,d,1,1,2) 14 (2,3,1,3,2,3) ns               |
| 4       | RKM Rybnik                  | 16   | Mariusz Węgrzyk Eugeniusz Sosna Marcin Kiermaszek | 12 (3,1,3,d,3,2) 4 (2,d,1,1,0,0) ns               |
| 5       | Stal Van Pur Rzeszów        | 14   | Maciej Kuciapa Piotr Winiarz Rafał Trojanowski    | 1 (1,–,d,–,–,–) 8 (0,3,2,2,w,1) 5 (–,w,–,3,2,u)   |
| 6       | Apator DGG Toruń            | 11   | Tomasz Bajerski Wiesław Jaguś Robert Kościecha    | 3 (d,1,2,d,–,–) 8 (1,w,3,1,3,d) 0 (–,–,–,–,u,d)   |
| 7       | Atlas Polsat Wrocław        | 10   | Piotr Protasiewicz Rafał Haj Bartłomiej Bardecki  | 6 (d,–,2,2,2,u) 4 (1,2,0,0,1,d) 0 (–,u,–,–,–,–)   |